# Drăgănești (okręg Gałacz)
Drăgănești – wieś w Rumunii, w okręgu Gałacz, w gminie Drăgănești. W 2011 roku liczyła 2584 mieszkańców.